# Ausgespielt – Bearskin
Ausgespielt – Bearskin ist ein portugiesisch-britischer Film des Regisseurehepaars Ann Guedes und Eduardo Guedes aus dem Jahr 1989.

## Handlung
Der 17-jährige Johnny Fortune hat kein Geld und keine Arbeit. Er schlägt sich als Spieler durch, zusammen mit der vom Leben ebenfalls nicht verwöhnten, abgebrühten Kate. Auf der Flucht vor ihren Gläubigern trennen sich ihre Wege, und Johnny schließt sich dem Puppenspieltheater Silvas und seiner stillen Begleiterin Laura an. Die Tragikomödie bietet unerwartete Wendungen im Spannungsfeld der Vergangenheit Silvas, den Nöten Johnnys, und den sie umgebenden Frauen.

## Rezeption
„Ein ebenso düsteres wie effektvolles Spiel mit den Versatzstücken des ‚film noir‘, dessen mitunter sprunghafte Handlung der Sänger und Schauspieler Tom Waits mit seiner Präsenz überspielt. Eine Parabel über die Sinnlosigkeit lebenslanger Flucht und eine Lektion über die Wolfsnatur des Menschen.“

Der Film hatte Premiere am 5. November 1989 im Vereinigten Königreich (auf dem London Film Festival), und am 14. November 1989 in Portugal (in der Cinemateca Portuguesa).